# 蔡毅
蔡 毅（さい き、1953年 - ）は、中華人民共和国の文学者。

## 人物
南京市生まれ。1994年、京都大学大学院文学研究科博士課程満期退学、島根大学助教授。2000年、南山大学教授。

## 著作

### 単著
- 蔡毅『君 当に酔人を恕すべし―中国の酒文化』農山漁村文化協会〈図説 中国文化百華〉、2006年12月1日。ISBN 454003099X。
- 蔡毅・西岡淳『市河寛斎』研文出版〈日本漢詩人選集〉、2007年9月25日。ISBN 4876362750。
- 蔡毅『淸代における日本漢文學の受容』汲古書院〈南山大学学術叢書〉、2022年4月7日。ISBN 4762967122。

### 編著
- 蔡毅 編『日本における中国伝統文化』勉誠出版、2002年4月1日。ISBN 4585030875。